# 瀬川昌久 (文化人類学者)
瀬川 昌久（せがわ まさひさ、1957年9月 - ）は、日本の文化人類学者、東北大学教授。

## 経歴
1957年、岩手県花巻市で生まれた。岩手県立盛岡第一高等学校を卒業し、東京大学教養学部へ進み、文化人類学を専攻した。1981年に東京大学教養学部卒業し、同大学大学院に進学。1986年、同大学院社会学研究科博士課程を退して、7月より国立民族学博物館助手となった。
1989年、東北大学教養部助教授に就いた。1989年、学位論文『東南中国の宗族と村落：香港新界の中小宗族を中心とした分析』を東京大学に提出して学術博士の学位を取得。1993年より文学部助教授。1996年、同大学東北アジア研究センター教授に昇格。2007年から2009年にはセンター長を務めた。

## 研究内容・業績
専門は中国南部をフィールドとした文化人類学。

## 著作
著書
- 『中国人の村落と宗族：香港新界農村の社会人類学的研究』弘文堂 1991
- 『客家 華南漢族のエスニシティーとその境界』風響社 1993
- 『族譜 華南漢族の宗族・風水・移住』風響社 1996
- 『中国社会の人類学 親族・家族からの展望』世界思想社 2004
- 『連続性への希求　族譜を通じてみた「家族」の歴史人類学』風響社 2021
- 『客家 エスニシティーの形成とその変遷』風響社 2021
- 『華南 広東・海南の文化的多様性とエスニシティー』風響社 2022
- 『十月の梧葉：研究者としての半生を振り返る』風響社あじあ選書 2023

共編著
- 『香港社会の人類学 総括と展望』編 風響社 1997
- 『流動する民族 中国南部の移住とエスニシティ』塚田誠之・横山廣子共編 平凡社 2001
- 『文化のディスプレイ 東北アジア諸社会における博物館、観光、そして民族文化の再編』編 風響社(アジア研究報告シリーズ) 2003
- 『近現代中国における民族認識の人類学』編 昭和堂 東北アジア研究専書 2012
- 『客家の創生と再創生 歴史と空間からの総合的再検討』飯島典子共編 風響社 2012
- 『現代中国の宗教 信仰と社会をめぐる民族誌』川口幸大共編 昭和堂(東北アジア研究専書) 2013
- 『〈宗族〉と中国社会 その変貌と人類学的研究の現在』川口幸大共編 風響社 2016
- 『越境者の人類学 家族誌・個人誌からのアプローチ』編 古今書院(東北アジアの社会と環境) 2018

翻訳
- 『移民と宗教：香港とロンドンの文氏一族』ジェイムズ・L.ワトソン（英語版）著、阿吽社 1995
- 『中国の宗族と社会』モーリス・フリードマン[4]著、田村克己共訳 弘文堂 1987
- 『中国文化人類学リーディングス』西澤治彦共編訳 風響社 2006